# Первомайське (Туймазинський район)
Первома́йське (рос. Первомайское, башк. Первомайский) — село (в минулому селище) у складі Туймазинського району Башкортостану, Росія. Входить до складу Кандринської сільської ради.
Населення — 983 особи (2010; 1069 у 2002).
Національний склад:
- росіяни — 39 %

Стара назва — селище Совхоза імені «І Мая», у радянські часи — Совхоз імені 1 Мая.